# Monoceronychus bambusicola
Monoceronychus bambusicola är en spindeldjursart som beskrevs av Fabiola Feres och Flechtmann 1995. Monoceronychus bambusicola ingår i släktet Monoceronychus och familjen Tetranychidae. Inga underarter finns listade i Catalogue of Life.